# Avusy-Laconnex-Soral
Avusy-Laconnex-Soral (toponimo francese) è stato un comune svizzero del Canton Ginevra.

## Storia
Il comune di Avusy-Laconnex-Soral è stato istituito nel 1816 e soppresso nel 1847 con la sua divisione nei nuovi comuni di Avusy e Laconnex-Soral.

## Geografia antropica

### Frazioni
Le frazioni di Avusy-Laconnex-Soral erano:
- Avusy[2]
  - Avusy-Village
  - Athenaz
  - Champlong
  - Sézegnin[3]
    - Le Colombier
- Laconnex[4]
- Soral[1]